# Fayersheide
De Fayersheide is een natuurgebied van circa 8 hectare groot, gelegen tussen de plaatsen Almelo en Vriezenveen in de provincie Overijssel. Het gebied wordt anno 2020 beheerd door Staatsbosbeheer. Het gebied is in de jaren 1950 gespaard gebleven bij de ruilverkaveling. De Fayersheide herbergt unieke soorten flora.

## Geschiedenis
De Fayersheide is een restant van het zogenoemde oude slagenlandschap. Dit landschap bestaat uit schrale graslanden en heidevelden die door middel van houtwallen van elkaar gescheiden worden. Het omliggende gebied was vroeger ook een deel van het slagenlandschap, maar is door de ruilverkaveling in de jaren '50 omgezet tot weilanden. De Fayersheide bleef gespaard tijdens de ruilverkaveling, waardoor het gebied nog steeds kenmerken vertoont van dit landschap. Door de omzetting van het slagenlandschap naar weilanden heeft de Fayersheide te maken gekregen met ontwatering, waardoor een deel van de flora uit het verleden inmiddels verdwenen is.

## Bufferzone
Door een goedgekeurd plan voor een zandwinning westelijk gelegen van de Fayersheide is de kans op verdere ontwatering van het gebied vergroot. Om deze ontwatering te neutraliseren is er in 2014 een bufferzone gerealiseerd die de effecten van de zandwinning moet opvangen. Deze bufferzone bestaat momenteel uit schraal grasland wat begraasd en gemaaid wordt. Het doel is om op den duur ook hier de zeldzame flora een plek te geven.

## Flora
De Fayersheide herbergt vele unieke soorten flora en is door het afwisselende landschap vrij divers in soortenrijkdom. Op de schrale stukken grasland is klokjesgentiaan een veel voorkomende plant. Op de heide staan soorten zoals kleine zonnedauw, grote pimpernel en blauwe knoop. In de stroken met houtwallen komen soorten zoals dalkruid en koningsvaren voor.